# Йоганнес Сіберґ
Йоганнес Сіберґ (нід. Johannes Siberg; нар. 14 жовтня 1740 — пом. 18 червня 1817) — тридцять четвертий генерал-губернатор Голландської Ост-Індії.

## Біографія

### Молодість і початок кар'єри
Йоганнес Сіберґ народився в Роттердамі. У 1758 році він переїздить до Ост-Індії, де вступає на службу до VOC. В 1776 році він стає головним купцем. В Ост-Індії він одружується на дочці Віллема Альтінга, майбутнього генерал-губернатора. З 1780 по 1787 займає посаду губернатора північно-західного узбережжя Яви. За цей час він надзвичайно збагачується. Поза тим, в 1782 році він стає надзвичайним радником в Раді Індій.

### Генеральний комісар
Четверта англо-голландська війна (1780—1784) мала сер'йозні наслідки для Нідерландів. в Азії були втрачені важливі торгові пости на узбережжі Короманделу, а право британців на безперешкодну торгівлю в Індонезійському архіпелазі зруйнувало монополію VOC. Більш того: військові поразки голландців підірвали їх репутацію серед місцевих правителів. Для допомоги генерал губернатору в проведенні реформ в Ост-Індію були надіслані три генеральні комісари. Однак генерал-губернатору Альтінгу вдалося призначити Сіберґа одним з генеральних комісарів. Це призвело до ситуації, коли Ост-індії влада все більше концентрується в руках родини Альтінг—Сіберґ.

### Генерал-губернатор
В 1801 році, після смерті Пітера Герардуса ван Оверстратена, Йоганнес Сіберґ був призначений виконуючим обов'язки генерал-губернатора. Це рішення було підтверждене урядом Батавської республіки. Під час правління Сіберґа ще чіткіше проявились його негативні риси: жорстокість, владність і неданійність. Гаага була далеко, і він не марнував нагоди накопити статки. В 1805 році він був обвинувачений в фальсифікації золотих і срібних монет, і відсторонений від посади. Однак навіть після відставки Сіберґ залишився жити в Батавії і був лідером партії Oudgastenpartij — консервативних землевласників і купців, що впливали на політику, намагаючись не допустити проведення реформ.
Йоганнес Сіберґ помер в Батавії 18 червня 1817 року
1. 1 2  Pas L. v. Genealogics — 2003.
2. ↑  Lundy D. R. The Peerage